# ジャーメイン・カース
ジャーメイン・カース（Jermaine Kearse 1990年2月6日- ）はワシントン州レイクウッド出身の元アメリカンフットボール選手。NFLのシアトル・シーホークスなどでプレーした。ポジションはワイドレシーバー。

## 経歴

### プロ入り前
地元の高校に進学、3年次には54回のレシーブで903ヤード、8TDをあげた。その後、ワシントン大学に進学し、1年次の2008年は、2試合の先発出場を含む全12試合に出場し、20回のレシーブで301ヤードを獲得、2TDをあげた。2年次の2009年は9試合の先発出場を含む12試合に出場し、チームトップの50回のレシーブで866ヤードを獲得、8TDをあげて、パシフィック・テン・カンファレンスのセカンドチームに選ばれた。3年次の2010年は、全13試合に先発出場し、チームトップの63回のレシーブで1,005ヤード、12TDをあげて、2年連続でカンファレンスのセカンドチームに選ばれた。4年次の2011年は47回のレシーブで699ヤード、7TDと成績が下降した。
NFLスカウティング・コンバインの40ヤード走では4秒58を記録した。

### シアトル・シーホークス
2012年4月28日、ドラフト外フリーエージェントでシアトル・シーホークスと契約を結んだ。
8月18日、デンバー・ブロンコスとのプレシーズンゲームでは37ヤードのレシーブを記録した。8月31日に解雇され、プラクティス・スクワッドとしてシーホークスと契約を結んだ。
シーホークスのWR陣に、ブレイロン・エドワーズ、ダグ・ボールドウィン、ゴールデン・テイト、ベン・オボマヌと負傷者が続出した10月下旬に、プラクティス・スクワッドから53人のアクティブロースターに昇格した。11月26日のマイアミ・ドルフィンズ戦では第3ダウン3ヤードに8ヤードのパスをキャッチした。第16週のサンフランシスコ・フォーティナイナーズ戦では第3ダウン8ヤードで、ラッセル・ウィルソンから17ヤードのパスをレシーブ、このレシーブは、シーホークスの最初のTDドライブにつながった。
2013年、カロライナ・パンサーズとの開幕戦で43ヤードのTDレシーブをあげて、12-7の勝利に貢献した。このTDレシーブはプロ初TDでもあった。第5週のインディアナポリス・コルツ戦では28ヤードのTDレシーブ及び、コルツのパントをブロックしてセイフティを奪った。第10週のアトランタ・ファルコンズ戦ではラッセル・ウィルソンからハンドオフを受けたマーショーン・リンチがウィルソンにボールを戻してからのパスというフリーフリッカープレーで43ヤードのTDレシーブをあげた。サンフランシスコ・フォーティナイナーズとのNFCチャンピオンシップゲームでは35ヤードのTDレシーブをあげて23-17の勝利に貢献、チームは第48回スーパーボウルに進出した。スーパーボウルでは23ヤードのTDレシーブを含む4回のレシーブで65ヤードを獲得、第3Qにはショートパスを受けた後、5人のタックラーをかわしてエンドゾーンに飛び込み、23ヤードのTDをあげた。
2014年より先発WRとなった。
カロライナ・パンサーズとのディビジョナルプレーオフでは片手で捕球したプレーをチームのプレーオフ記録となる63ヤードのタッチダウンレシーブとした。グリーンベイ・パッカーズとのNFCチャンピオンシップゲームでは彼がターゲットとなったプレーでラッセル・ウィルソンが4インターセプトを喫したが、オーバータイムにあげたその試合唯一のレシーブが35ヤードの決勝タッチダウンとなった。第49回スーパーボウルに進出したが、ニューイングランド・ペイトリオッツに24-28で敗れて連覇はならなかった。
2016年、3年1350万ドルで契約を結んだ。この年41回のレシーブで510ヤードを獲得、1タッチダウンをあげた。12月にタイラー・ロケットが負傷した後、ダグ・ボールドウィンに次ぐ第2WRとなった。

### ニューヨーク・ジェッツ
2017年9月1日、翌年のドラフト2巡指名権と共にシェルドン・リチャードソンとのトレードでニューヨーク・ジェッツに移籍した。第13週のカンザスシティ・チーフス戦ではサイドライン際で片手でダイビングキャッチするスーパープレーを見せた。
2018年最初の4試合で7回のレシーブで71ヤードの獲得にとどまった。第6週のインディアナポリス・コルツ戦で9回のレシーブで94ヤードを獲得した。第11週のニューイングランド・ペイトリオッツ戦で欠場したダーノルドに代わって出場したジョシュ・マカウンからシーズン最初のTDレシーブをキャッチした。前年ジョン・モートン攻撃コーディネーターのもと、自己ベストの65回のレシーブで810ヤードで5タッチダウンをあげた彼は、ジェレミー・ベイツ攻撃コーディネーターがプレーコールを行ったこの年37回のレシーブで371ヤードを獲得、1タッチダウンに終わった。シーズン終了後彼はベイツのオフェンスが創造性に欠けて保守的すぎたと批判を行った。

### デトロイト・ライオンズ
2019年6月6日、デトロイト・ライオンズと1年135万ドルで契約を結んだ。同年8月8日のニューイングランド・ペイトリオッツとのプレシーズンゲーム第1Q序盤のランプレーでブロックを行った際、ボールキャリアにタックルしようとしたT・Y・ジョンソンがタックルミスをし、背後からカースの左足にヒットし、足を骨折した。ライオンズでは第4のWRとして期待されていた、8月10日に故障者リスト入りした。
2020年9月29日に現役引退を表明した。